# Robert Kroetsch
Robert Kroetsch, född 26 juni 1927 i Heisler, Alberta, död 21 juni 2011 i Edmonton, Alberta, var en kanadensisk författare. Han bodde under senare delen av sitt liv i Winnipeg.